# Carbatina

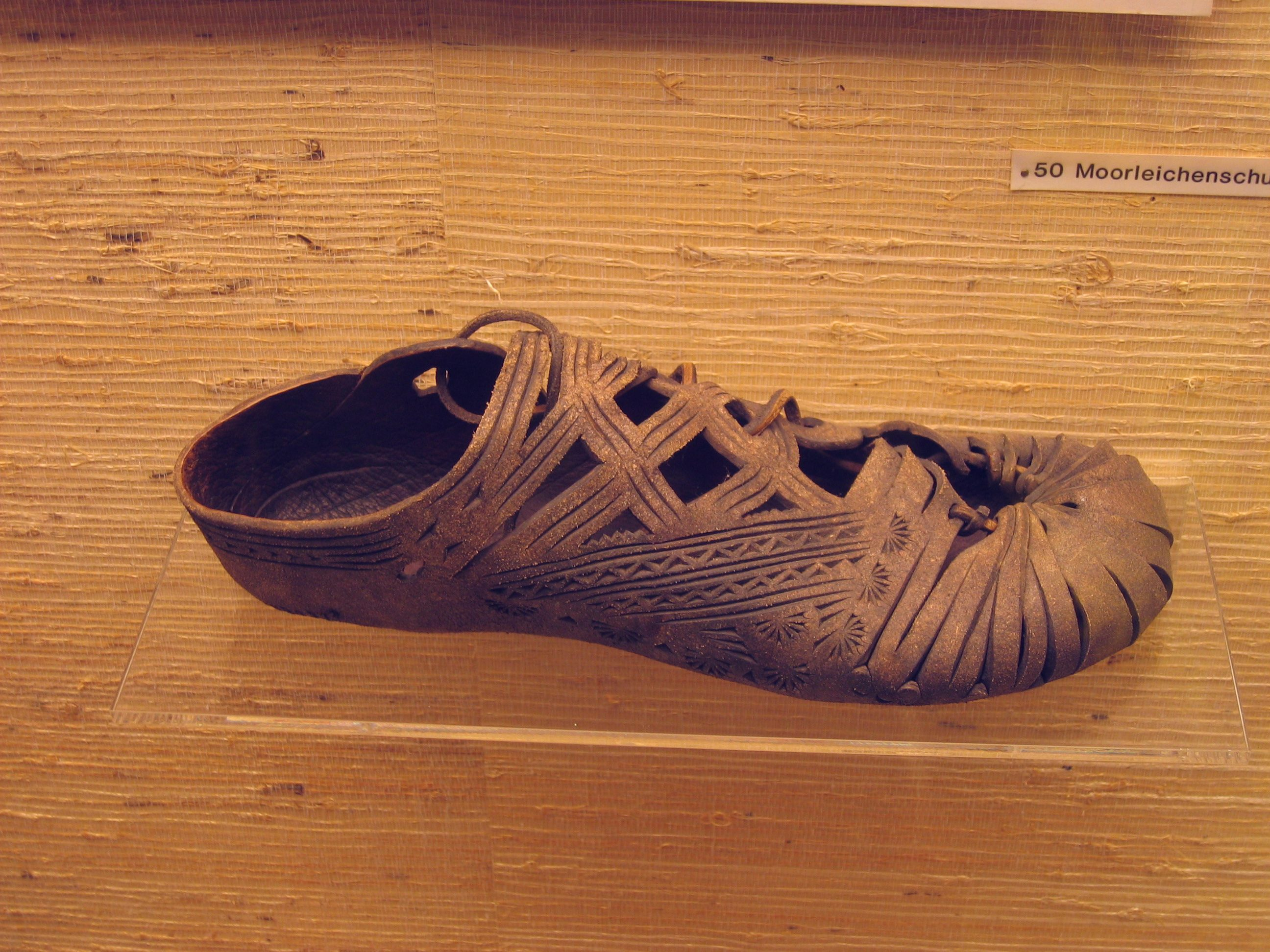
Rekonstruktion einer Carbatina aus dem 2. Jahrhundert

Die Carbatina (Plural Carbatinae) ist die lateinische Bezeichnung für einen Bundschuhtyp, der aus einem einfachen Stück Leder besteht. Carbatinae waren ein im antiken Römischen Reich weitverbreiteter Schuhtyp, der etwa bis zur ersten Jahrtausendwende verbreitet war, aber teilweise auch noch heute getragen wird.

## Beschreibung
Die Carbatinae bestehen in der Regel aus einem Stück Rindleder, das die Sohle bzw. die Lauffläche und das Oberleder bildet. Sie weisen keine zusätzlich angenähten Teile wie Laufsohlen auf. Die Lederbereiche, die die Oberseite des Schuhes bilden, werden durch Einschnitte oder Lochungen durchbrochen, damit sich das Leder besser der Fußform anpasst. Bei den meisten Carbatinae sind die Lederbereiche der Oberseite zu langen Laschen geschnitten, durch die ein Band oder Lederriemchen gezogen wird, mit dem der Schuh verschlossen wird. Die Fersen des Schuhes werden durch ein oder zwei Einschnitte im Leder gebildet, die mit einer Naht dauerhaft verschlossen ist. Die Außenseite der Carbatinae kann zusätzlich durch eingeschnittene Lochmuster, Punzierungen und Einschnitte dekorativ verziert sein. Archäologische Funde von erhaltenen Carbatinae zeigen, dass diese lange getragen wurden und durchgelaufene Laufflächen mit untergenähten Sohlenstücken repariert wurden.
Die Carbatinae werden aufgrund ihrer Herstellungsweise den einfacheren Bevölkerungsschichten zugeschrieben. Wohlhabendere römische Bürger trugen dagegen Calcei.